# Férfi csapat párbajtőrvívás az 1906. évi nyári olimpiai játékokon
Az Athénban megrendezett 1906. évi nyári olimpiai játékokon a férfi csapat párbajtőrvívás egyike volt a 8 vívószámnak. 5 nemzet indult a versenyen.

## Eredmények

### Első kör
| Elődöntő | |
| Walkover | Franciaország (FRA) · Pierre Georges Louis d’Hugues · Georges Dillon-Cavanagh · Georges de la Falaise · Cyril Mohr |
| 2        | Nagy-Britannia (GBR) · William Grenfell · Cosmo Duff-Gordon · Charles Newton Robinson · Edgar Seligman             |
| 3        | Belgium (BEL) · Constant Cloquet · Edmond Crahay · Philippe Le Hardy de Beaulieu · Fernand de Montigny             |
| Walkover | Görögország (GRE) · Joánisz Jeorjádisz · Jeórjiosz Petrópulosz · Georgios Valakakis · Hrísztosz Zormbász           |
| 5        | Hollandia (NED) · Willem Hubert van Blijenburgh · Jetze Doorman · Hendrik van der Grinten · Arie de Jong           |
| 6        | Németország (GER) · Jakob Erckrath de Bary · Gustav Casmir · August Petri · Emil Schön                             |

### Elődöntő
| Elődöntő | |
| 1        | Franciaország (FRA) · Pierre Georges Louis d’Hugues · Georges Dillon-Cavanagh · Georges de la Falaise · Cyril Mohr |
| 2        | Nagy-Britannia (GBR) · William Grenfell · Cosmo Duff-Gordon · Charles Newton Robinson · Edgar Seligman             |
| Bronz    | Belgium (BEL) · Constant Cloquet · Edmond Crahay · Philippe Le Hardy de Beaulieu · Fernand de Montigny             |
| 4        | Görögország (GRE) · Joánisz Jeorjádisz · Jeórjiosz Petrópulosz · Georgios Valakakis · Hrísztosz Zormbász           |

### Döntő
| Döntő | |        |        |
| Arany | Franciaország (FRA) · Pierre Georges Louis d’Hugues · Georges Dillon-Cavanagh · Georges de la Falaise · Cyril Mohr | 1 (18) | 0 (15) |
| Ezüst | Nagy-Britannia (GBR) · William Grenfell · Cosmo Duff-Gordon · Charles Newton Robinson · Edgar Seligman             | 0 (15) | 1 (18) |